# Limnophila recedens
Limnophila recedens là một loài ruồi trong họ Limoniidae. Chúng phân bố ở miền Australasia.